# Irina Rakobol'skaja
Irina Vjačeslavovna Rakobol'skaja, dopo il matrimonio Lindeva (in russo Ири́на Вячесла́вовна Ракобо́льская?; trasl. angl.: Irina Vyacheslavovna Rakobolskaya; Dankov, 22 dicembre 1919 – Mosca, 22 settembre 2016), è stata una fisico sovietica, è stata capo di stato maggiore del "46º Reggimento guardie di Taman per il bombardamento leggero notturno", il reggimento composto unicamente da personale femminile, meglio conosciuto come "Streghe della Notte", durante la seconda guerra mondiale, partecipando anche a 15 missioni. Secondo Ritanna Armeni, nel 2016 Irina era l'unica strega della notte ancora in vita.

## Biografia

### Primi anni di vita
Nata il 22 dicembre 1919, si laureò alla Scuola di dimostrazione sperimentale di Radishchev nel 1938 ed entrò alla Facoltà di Fisica dell'Università statale di Mosca.

### Seconda guerra mondiale
Nel 1941 Marina Raskova ottenne l'approvazione di Stalin per formare tre reggimenti per l'aviazione femminile: il 586º Reggimento Aeromobili da caccia, il 587º Reggimento Aeromobili bombardieri e il 588º Reggimento Bombardamento Notturno, conosciuto in futuro come "Streghe della Notte". Come pilota con dieci anni di esperienza, Beršanskaja venne scelta per guidare il 588º Reggimento Bombardamento Notturno, composto da biplani Polikarpov Po-2. Nell'ottobre 1941 andò volontariamente al fronte, completò i corsi di navigazione e nel febbraio 1942 fu nominata capo di stato maggiore del 46 ° reggimento aereo femminile delle guardie di bombardieri notturni. Dal maggio 1942 fino alla fine della guerra partecipò alle operazioni di combattimento su vari fronti della Seconda Guerra Mondiale. Fino al loro scioglimento nell'ottobre 1945, il reggimento rimase composto totalmente da personale femminile.

### Dopo la guerra
Nell'aprile 1946 fu smobilitata e tornò alla Facoltà di Fisica, dove si laureò nel 1949. Dal 1950 lavorò presso il Dipartimento di Raggi Cosmici e Fisica dello Spazio, prima come assistente, dal 1963 come professore associato, e dal 1977 come professore.
Dottore in scienze fisiche e matematiche, professore del dipartimento di raggi cosmici e fisica spaziale della Facoltà di fisica dell'Università statale di Mosca, scienziato onorato della Federazione Russa (1990), professore onorato dell'Università statale di Mosca (1994). Dal 1966 al 1990 è stata contemporaneamente preside della facoltà di alta formazione dei docenti universitari.
Nel 1968, creò un laboratorio per la radiazione cosmica ad altissima energia presso l'Istituto di ricerca di fisica nucleare dell'Università statale di Mosca e lo diresse fino al 1991. Nel 1968, in una stanza sotterranea della metropolitana di Mosca, sotto la sua guida, un'installazione unica di Sono state costruite 144 camere di emulsione a raggi X (REC) multistrato di piombo, sulle quali è stata determinata la sezione trasversale effettiva per la generazione di fascino ad un'energia nucleonica dell'ordine di 100 GeV. Sulla base dei risultati dell'esposizione REC nel Pamir, è stato studiato un fenomeno insolito: l'espansione complanare delle particelle secondarie. Sono state ottenute la soglia energetica e la dipendenza energetica di questo nuovo fenomeno. Tutto il lavoro scientifico è stato svolto sotto la guida o insieme all'accademico G.T. Zatsepin.
La tesi per il grado di candidato in scienze fisiche e matematiche è stata difesa nel 1962, per il grado di dottore - nel 1976. Ha circa 300 lavori pubblicati, tra cui un libro di testo sulla fisica nucleare, 6 monografie, articoli su FPK, libri e articoli sul reggimento aereo femminile.
Ha partecipato alla cooperazione internazionale "Pamir", all'esperimento congiunto russo-giapponese RUNJOB. Sotto la sua guida sono state difese in un lavoro congiunto 15 tesi di candidato e 4 tesi di dottorato. Mentre lavorava all'Università statale di Mosca, ha tenuto corsi speciali sulla fisica dei raggi cosmici, un corso generale di fisica nucleare presso le facoltà di fisica e geologia e ha tenuto lezioni pratiche di fisica nucleare e fisica dei raggi cosmici.
Per 10 anni è stata presidente del Consiglio delle donne dell'Università statale di Mosca e vicepresidente del Consiglio delle donne di Mosca. Membro del Consiglio Accademico dell'Università Statale di Mosca, del Consiglio Scientifico della Facoltà di Fisica, del Consiglio Scientifico sui Raggi Cosmici dell'Accademia Russa delle Scienze.
Visse a Mosca, dove aveva sposato Dmitri Pavlovitch Linde, al quale diede due figli:
- Andrei Linde
- Nikolaï Dmitrievitch Linde

Morì nel 2016 e fu sepolta nel cimitero di Novodevičij.

## Premi e onorificenze
- Ordine della Bandiera rossa
- Ordine della Guerra patriottica
- Ordine della Stella rossa
- diverse medaglie di campagna dell'Unione Sovietica[2].